# Lista siturilor arheologice din județul Hunedoara - H
Lista siturilor arheologice din județul Hunedoara - H conține toate siturile arheologice din județul Hunedoara înscrise în Repertoriul Arheologic Național (RAN) și aflate în localități al căror nume începe cu litera H. RAN este administrat de Ministerul Culturii și Patrimoniului Național și cuprinde date științifice, cartografice, topografice, imagini și planuri, precum și orice alte informații privitoare la zonele cu potențial arheologic, studiate sau nu, încă existente sau dispărute.
Puteți căuta un sit din localitățile care încep cu litera H folosind formularul de mai jos sau puteți naviga prin toate siturile din județ la Lista siturilor arheologice din județul Hunedoara.
| Cod RAN                                  | Denumire | Localitate                                | Adresă                                                     | Datare                        | Descoperit | Coordonate                                    | Imagine           | Erori            |
| ---------------------------------------- | --- | ----------------------------------------- | ---------------------------------------------------------- | ----------------------------- | ---------- | --------------------------------------------- | ----------------- | ---------------- |
| 86829.01.01                              | Situl arheologic de la Hunedoara - "Grădina Castelului" / ansamblu anonim (Categorie: locuire civilă) (Tip: Așezare)                                               | municipiul Hunedoara                      | Grădina Castelului                                         | Musterian                     | 1982       | 45°44′55″N 22°53′22″E / 45.74865°N 22.88933°E | Încărcați imagine | Raportați eroare |
| 86829.01.02                              | Situl arheologic de la Hunedoara - "Grădina Castelului" / ansamblu anonim (Categorie: locuire civilă) (Tip: Așezare)                                               | municipiul Hunedoara                      | Grădina Castelului                                         | Starčevo - Criș               | 1982       | 45°44′55″N 22°53′22″E / 45.74865°N 22.88933°E | Încărcați imagine | Raportați eroare |
| 86829.01.03                              | Situl arheologic de la Hunedoara - "Grădina Castelului" / ansamblu anonim (Categorie: locuire civilă) (Tip: Așezare)                                               | municipiul Hunedoara                      | Grădina Castelului                                         | Petrești                      | 1982       | 45°44′55″N 22°53′22″E / 45.74865°N 22.88933°E | Încărcați imagine | Raportați eroare |
| 86829.01.04                              | Situl arheologic de la Hunedoara - "Grădina Castelului" / ansamblu anonim (Categorie: locuire civilă) (Tip: Așezare)                                               | municipiul Hunedoara                      | Grădina Castelului                                         | Coțofeni                      | 1982       | 45°44′55″N 22°53′22″E / 45.74865°N 22.88933°E | Încărcați imagine | Raportați eroare |
| 86829.01.05                              | Situl arheologic de la Hunedoara - "Grădina Castelului" / ansamblu anonim (Categorie: locuire civilă) (Tip: Așezare)                                               | municipiul Hunedoara                      | Grădina Castelului                                         | Wietenberg                    | 1982       | 45°44′55″N 22°53′22″E / 45.74865°N 22.88933°E | Încărcați imagine | Raportați eroare |
| 86829.01.06                              | Situl arheologic de la Hunedoara - "Grădina Castelului" / ansamblu anonim (Categorie: locuire civilă) (Tip: Așezare)                                               | municipiul Hunedoara                      | Grădina Castelului                                         |                               | 1982       | 45°44′55″N 22°53′22″E / 45.74865°N 22.88933°E | Încărcați imagine | Raportați eroare |
| 86829.01.07                              | Situl arheologic de la Hunedoara - "Grădina Castelului" / ansamblu anonim (Categorie: locuire civilă) (Tip: Așezare)                                               | municipiul Hunedoara                      | Grădina Castelului                                         | Basarabi                      | 1982       | 45°44′55″N 22°53′22″E / 45.74865°N 22.88933°E | Încărcați imagine | Raportați eroare |
| 86829.01.08                              | Situl arheologic de la Hunedoara - "Grădina Castelului" / ansamblu anonim (Categorie: locuire civilă) (Tip: Așezare)                                               | municipiul Hunedoara                      | Grădina Castelului                                         | sec I a. Chr. - sec I d. Chr. | 1982       | 45°44′55″N 22°53′22″E / 45.74865°N 22.88933°E | Încărcați imagine | Raportați eroare |
| 86829.01.09                              | Situl arheologic de la Hunedoara - "Grădina Castelului" / ansamblu anonim (Categorie: locuire civilă) (Tip: Așezare)                                               | municipiul Hunedoara                      | Grădina Castelului                                         | sec. VII - XI                 | 1982       | 45°44′55″N 22°53′22″E / 45.74865°N 22.88933°E | Încărcați imagine | Raportați eroare |
| 86829.01.10                              | Situl arheologic de la Hunedoara - "Grădina Castelului" / ansamblu anonim (Categorie: locuire civilă) (Tip: Așezare)                                               | municipiul Hunedoara                      | Grădina Castelului                                         | sec. XV - XVI                 | 1982       | 45°44′55″N 22°53′22″E / 45.74865°N 22.88933°E | Încărcați imagine | Raportați eroare |
| 86829.01.11                              | Situl arheologic de la Hunedoara - "Grădina Castelului" / ansamblu anonim (Categorie: locuire civilă) (Tip: Mormânt de incinerație)                                | municipiul Hunedoara                      | Grădina Castelului                                         | Basarabi                      | 1982       | 45°44′55″N 22°53′22″E / 45.74865°N 22.88933°E | Încărcați imagine | Raportați eroare |
| 86829.02.01 (Cod LMI: HD-II-m-A-03344)   | Castelul Corvineștilor - Hunedoara / ansamblu Castelul Corvineștilor (Categorie: construcție) (Tip: Castel)                                                        | municipiul Hunedoara                      | Str. Curtea Corvinștilor 1-3, punct Castelul Corvineștilor | sec. XIV                      |            | 45°44′57″N 22°53′18″E / 45.74909°N 22.8883°E  | Încărcați imagine | Raportați eroare |
| 86829.06.01                              | Așezarea neolitică din Hunedoara- Judecătorie / ansamblu anonim (Categorie: structură de cult/religioasă) (Tip: Biserică)                                          | municipiul Hunedoara                      | Str. Revoluției, punct Judecătorie                         | Turdaș                        |            |                                               | Încărcați imagine | Raportați eroare |
| 89810.01.01                              | Așezarea neolitică de la Hărău / ansamblu anonim (Categorie: locuire civilă) (Tip: Așezare)                                                                        | sat Hărău, comuna Hărău                   |                                                            |                               |            |                                               | Încărcați imagine | Raportați eroare |
| 89286.01.01                              | Așezarea neolitică de la Hondol- Găunoasa / ansamblu anonim (Categorie: locuire civilă) (Tip: Așezare)                                                             | sat Hondol, comuna Certeju de Sus         | Găunoasa                                                   | Turdaș                        |            |                                               | Încărcați imagine | Raportați eroare |
| 89286.01.02                              | Așezarea neolitică de la Hondol- Găunoasa / ansamblu anonim (Categorie: locuire civilă) (Tip: Așezare)                                                             | sat Hondol, comuna Certeju de Sus         | Găunoasa                                                   | Coțofeni                      |            |                                               | Încărcați imagine | Raportați eroare |
| 89641.01.01                              | Așezarea neolitică de la Homorod- Sandberg / ansamblu anonim (Categorie: locuire civilă) (Tip: Așezare)                                                            | sat Homorod, oraș Geoagiu                 | Sandberg                                                   | Petrești                      |            |                                               | Încărcați imagine | Raportați eroare |
| 86829.04.01                              | Situl arheologic de la Hunedoara- Cimitirul Reformat / ansamblu anonim (Categorie: locuire civilă) (Tip: Așezare)                                                  | municipiul Hunedoara                      | Cimitirul Reformat                                         | Vinča - C                     |            | 45°44′54″N 22°53′28″E / 45.7482°N 22.89106°E  | Încărcați imagine | Raportați eroare |
| 86829.04.02                              | Situl arheologic de la Hunedoara- Cimitirul Reformat / ansamblu anonim (Categorie: locuire civilă) (Tip: Așezare)                                                  | municipiul Hunedoara                      | Cimitirul Reformat                                         | Starčevo - Criș               |            | 45°44′54″N 22°53′28″E / 45.7482°N 22.89106°E  | Încărcați imagine | Raportați eroare |
| 86829.04.03                              | Situl arheologic de la Hunedoara- Cimitirul Reformat / ansamblu anonim (Categorie: locuire civilă) (Tip: Așezare)                                                  | municipiul Hunedoara                      | Cimitirul Reformat                                         | Petrești                      |            | 45°44′54″N 22°53′28″E / 45.7482°N 22.89106°E  | Încărcați imagine | Raportați eroare |
| 86829.04.04                              | Situl arheologic de la Hunedoara- Cimitirul Reformat / ansamblu anonim (Categorie: locuire civilă) (Tip: Așezare)                                                  | municipiul Hunedoara                      | Cimitirul Reformat                                         | Coțofeni                      |            | 45°44′54″N 22°53′28″E / 45.7482°N 22.89106°E  | Încărcați imagine | Raportați eroare |
| 86829.04.05                              | Situl arheologic de la Hunedoara- Cimitirul Reformat / ansamblu anonim (Categorie: locuire civilă)                                                                 | municipiul Hunedoara                      | Cimitirul Reformat                                         | Wietenberg                    |            | 45°44′54″N 22°53′28″E / 45.7482°N 22.89106°E  | Încărcați imagine | Raportați eroare |
| 86829.04.06                              | Situl arheologic de la Hunedoara- Cimitirul Reformat / ansamblu anonim (Categorie: locuire civilă) (Tip: așezare)                                                  | municipiul Hunedoara                      | Cimitirul Reformat                                         | Basarabi                      |            | 45°44′54″N 22°53′28″E / 45.7482°N 22.89106°E  | Încărcați imagine | Raportați eroare |
| 86829.04.07                              | Situl arheologic de la Hunedoara- Cimitirul Reformat / ansamblu anonim (Categorie: locuire civilă) (Tip: Așezare)                                                  | municipiul Hunedoara                      | Cimitirul Reformat                                         |                               |            | 45°44′54″N 22°53′28″E / 45.7482°N 22.89106°E  | Încărcați imagine | Raportați eroare |
| 86829.04.08                              | Situl arheologic de la Hunedoara- Cimitirul Reformat / ansamblu anonim (Categorie: locuire civilă) (Tip: Așezare)                                                  | municipiul Hunedoara                      | Cimitirul Reformat                                         | dacica                        |            | 45°44′54″N 22°53′28″E / 45.7482°N 22.89106°E  | Încărcați imagine | Raportați eroare |
| 86829.04.09                              | Situl arheologic de la Hunedoara- Cimitirul Reformat / ansamblu anonim (Categorie: locuire civilă) (Tip: Așezare)                                                  | municipiul Hunedoara                      | Cimitirul Reformat                                         |                               |            | 45°44′54″N 22°53′28″E / 45.7482°N 22.89106°E  | Încărcați imagine | Raportați eroare |
| 86829.05.01                              | Așezarea Vinca de la Hunedoara / ansamblu anonim (Categorie: locuire civilă) (Tip: Așezare)                                                                        | municipiul Hunedoara                      | Gruiul lui Moș                                             | Vinča                         |            |                                               | Încărcați imagine | Raportați eroare |
| 86829.05.02                              | Așezarea Vinca de la Hunedoara / ansamblu anonim (Categorie: locuire civilă) (Tip: Locuire)                                                                        | municipiul Hunedoara                      | Gruiul lui Moș                                             | Tiszapolgár                   |            |                                               | Încărcați imagine | Raportați eroare |
| 89375.01.01                              | Așezarea neolitică de la Hățăgel- Gostat / ansamblu anonim (Categorie: locuire civilă) (Tip: Așezare)                                                              | sat Hățăgel, comuna Densuș                | Gostat                                                     | Tiszapolgár                   |            |                                               | Încărcați imagine | Raportați eroare |
| 89375.01.02                              | Așezarea neolitică de la Hățăgel- Gostat / ansamblu anonim (Categorie: locuire civilă) (Tip: Așezare)                                                              | sat Hățăgel, comuna Densuș                | Gostat                                                     |                               |            |                                               | Încărcați imagine | Raportați eroare |
| 87585.01.01                              | Așezarea neolitică de la Hațeg- Drumul spre Unirea / ansamblu anonim (Categorie: locuire civilă) (Tip: Așezare)                                                    | oraș Hațeg                                | Drumul spre Unirea                                         | Lumea Nouă                    |            |                                               | Încărcați imagine | Raportați eroare |
| 87585.02.01                              | Situl arheologic de la Hațeg- Martin / ansamblu anonim (Categorie: locuire civilă) (Tip: Așezare)                                                                  | oraș Hațeg                                | Martin                                                     | Petrești                      |            |                                               | Încărcați imagine | Raportați eroare |
| 87585.02.02                              | Situl arheologic de la Hațeg- Martin / ansamblu anonim (Categorie: locuire civilă) (Tip: Așezare)                                                                  | oraș Hațeg                                | Martin                                                     |                               |            |                                               | Încărcați imagine | Raportați eroare |
| 87585.02.03                              | Situl arheologic de la Hațeg- Martin / ansamblu anonim (Categorie: locuire civilă) (Tip: Așezare)                                                                  | oraș Hațeg                                | Martin                                                     | romană                        |            |                                               | Încărcați imagine | Raportați eroare |
| 87585.03.01                              | Așezarea neo-eneolitică de la Hațeg / ansamblu anonim (Categorie: locuire civilă) (Tip: Așezare)                                                                   | oraș Hațeg                                |                                                            |                               |            |                                               | Încărcați imagine | Raportați eroare |
| 87585.04                                 | Răzuitor neolitic la Hațeg (Categorie: descoperire izolată) (Tip: obiect izolat)                                                                                   | oraș Hațeg                                | Poiana Porcului                                            |                               |            |                                               | Încărcați imagine | Raportați eroare |
| 86829.03.01 (Cod LMI: HD-I-m-B-03198.06) | Situl arheologic de la Hunedoara - "Dealul Sânpetru" / ansamblu anonim (Categorie: locuire civilă) (Tip: Așezare)                                                  | municipiul Hunedoara                      | Dealul Sânpetru                                            | Tiszapolgar                   | 1982?      | 45°44′46″N 22°53′09″E / 45.74606°N 22.88597°E | Încărcați imagine | Raportați eroare |
| 86829.03.02 (Cod LMI: HD-I-m-B-03198.05) | Situl arheologic de la Hunedoara - "Dealul Sânpetru" / ansamblu anonim (Categorie: locuire civilă) (Tip: Așezare)                                                  | municipiul Hunedoara                      | Dealul Sânpetru                                            | Coțofeni                      | 1982?      | 45°44′46″N 22°53′09″E / 45.74606°N 22.88597°E | Încărcați imagine | Raportați eroare |
| 86829.03.03 (Cod LMI: HD-I-m-B-03198.05) | Situl arheologic de la Hunedoara - "Dealul Sânpetru" / ansamblu anonim (Categorie: locuire civilă) (Tip: Așezare)                                                  | municipiul Hunedoara                      | Dealul Sânpetru                                            | Wietenberg                    | 1982?      | 45°44′46″N 22°53′09″E / 45.74606°N 22.88597°E | Încărcați imagine | Raportați eroare |
| 86829.03.04 (Cod LMI: HD-I-m-B-03198.03) | Situl arheologic de la Hunedoara - "Dealul Sânpetru" / ansamblu anonim (Categorie: locuire civilă) (Tip: Așezare)                                                  | municipiul Hunedoara                      | Dealul Sânpetru                                            | Basarabi                      | 1982?      | 45°44′46″N 22°53′09″E / 45.74606°N 22.88597°E | Încărcați imagine | Raportați eroare |
| 86829.03.05 (Cod LMI: HD-I-m-B-03198.04) | Situl arheologic de la Hunedoara - "Dealul Sânpetru" / ansamblu anonim (Categorie: locuire civilă) (Tip: Așezare)                                                  | municipiul Hunedoara                      | Dealul Sânpetru                                            | geto-dacică                   | 1982?      | 45°44′46″N 22°53′09″E / 45.74606°N 22.88597°E | Încărcați imagine | Raportați eroare |
| 86829.03.06 (Cod LMI: HD-I-m-B-03198.01) | Situl arheologic de la Hunedoara - "Dealul Sânpetru" / ansamblu anonim (Categorie: locuire civilă) (Tip: Așezare fortificată)                                      | municipiul Hunedoara                      | Dealul Sânpetru                                            | sec. XIII                     | 1982?      | 45°44′46″N 22°53′09″E / 45.74606°N 22.88597°E | Încărcați imagine | Raportați eroare |
| 86829.03.07 (Cod LMI: HD-I-m-B-03198.02) | Situl arheologic de la Hunedoara - "Dealul Sânpetru" / ansamblu anonim (Categorie: locuire civilă) (Tip: Așezare)                                                  | municipiul Hunedoara                      | Dealul Sânpetru                                            |                               | 1982?      | 45°44′46″N 22°53′09″E / 45.74606°N 22.88597°E | Încărcați imagine | Raportați eroare |
| 86829.03.08 (Cod LMI: HD-I-m-B-03198.07) | Situl arheologic de la Hunedoara - "Dealul Sânpetru" / ansamblu anonim (Categorie: locuire civilă) (Tip: Așezare)                                                  | municipiul Hunedoara                      | Dealul Sânpetru                                            |                               | 1982?      | 45°44′46″N 22°53′09″E / 45.74606°N 22.88597°E | Încărcați imagine | Raportați eroare |
| 86829.03.09 (Cod LMI: HD-I-s-B-03198)    | Situl arheologic de la Hunedoara - "Dealul Sânpetru" / ansamblu anonim (Categorie: locuire civilă) (Tip: așezare fortificată)                                      | municipiul Hunedoara                      | Dealul Sânpetru                                            | sec. XV-XVI                   | 1982?      | 45°44′46″N 22°53′09″E / 45.74606°N 22.88597°E | Încărcați imagine | Raportați eroare |
| 86829.13.01 (Cod LMI: HD-II-m-A-03347)   | Situl Bisericii Reformate din Hunedoara, str. Gabriel Bethlen, nr. 3 / ansamblu anonim (Categorie: structură de cult/religioasă) (Tip: Biserică)                   | municipiul Hunedoara                      | str. Gabriel Bethlen, nr. 3, punct Biserica Reformată      | sec. XVII                     | 1977       |                                               | Încărcați imagine | Raportați eroare |
| 86829.16 (Cod LMI: HD-II-m-A-03347)      | Situl Bisericii Reformate din Hunedoara, str. Gabriel Bethlen, nr. 3 / ansamblu anonim (Categorie: structură de cult/religioasă) (Tip: Locuire)                    | municipiul Hunedoara                      | str. Gabriel Bethlen, nr. 3, punct Biserica Reformată      |                               | 1977       |                                               | Încărcați imagine | Raportați eroare |
| 86829.07.01 (Cod LMI: HD-II-m-A-03350)   | Situl bisericii "Sf. Nicolae" și așezările preistorice de la Hunedoara / ansamblu Biserica "Sf. Nicolae" (Categorie: structură de cult/religioasă) (Tip: Biserică) | municipiul Hunedoara                      | Piața Unirii 2                                             | 1452; sec. XVII, 1827         |            | 45°44′50″N 22°53′47″E / 45.74723°N 22.8964°E  | Încărcați imagine | Raportați eroare |
| 86829.07.02 (Cod LMI: HD-II-m-A-03350)   | Situl bisericii "Sf. Nicolae" și așezările preistorice de la Hunedoara / ansamblu anonim (Categorie: structură de cult/religioasă) (Tip: așezare)                  | municipiul Hunedoara                      | Piața Unirii 2                                             | Starcevo - Criș               |            | 45°44′50″N 22°53′47″E / 45.74723°N 22.8964°E  | Încărcați imagine | Raportați eroare |
| 86829.07.03 (Cod LMI: HD-II-m-A-03350)   | Situl bisericii "Sf. Nicolae" și așezările preistorice de la Hunedoara / ansamblu anonim (Categorie: structură de cult/religioasă) (Tip: așezare)                  | municipiul Hunedoara                      | Piața Unirii 2                                             |                               |            | 45°44′50″N 22°53′47″E / 45.74723°N 22.8964°E  | Încărcați imagine | Raportați eroare |
| 86829.07.04 (Cod LMI: HD-II-m-A-03350)   | Situl bisericii "Sf. Nicolae" și așezările preistorice de la Hunedoara / ansamblu anonim (Categorie: structură de cult/religioasă) (Tip: așezare)                  | municipiul Hunedoara                      | Piața Unirii 2                                             |                               |            | 45°44′50″N 22°53′47″E / 45.74723°N 22.8964°E  | Încărcați imagine | Raportați eroare |
| 86829.10.01                              | Situl arheologic de la Hunedoara- str. Viilor, nr. 6 C / ansamblu anonim (Categorie: locuire) (Tip: Așezare)                                                       | municipiul Hunedoara                      | str. Viilor, nr. 6 C, punct str. Viilor, nr. 6 C           |                               |            |                                               | Încărcați imagine | Raportați eroare |
| 86829.10.02                              | Situl arheologic de la Hunedoara- str. Viilor, nr. 6 C / ansamblu anonim (Categorie: locuire) (Tip: Așezare)                                                       | municipiul Hunedoara                      | str. Viilor, nr. 6 C, punct str. Viilor, nr. 6 C           |                               |            |                                               | Încărcați imagine | Raportați eroare |
| 86829.10.03                              | Situl arheologic de la Hunedoara- str. Viilor, nr. 6 C / ansamblu anonim (Categorie: locuire) (Tip: Așezare)                                                       | municipiul Hunedoara                      | str. Viilor, nr. 6 C, punct str. Viilor, nr. 6 C           |                               |            |                                               | Încărcați imagine | Raportați eroare |
| 86829.11.01                              | Așezarea neolitică de la Hunedoara- Str. Pomilor, nr. 4 / ansamblu anonim (Categorie: locuire) (Tip: Așezare)                                                      | municipiul Hunedoara                      | Str. Pomilor, nr. 4, punct Str. Pomilor, nr. 4             | Starčevo - Criș               |            | 45°44′53″N 22°53′18″E / 45.74815°N 22.88829°E | Încărcați imagine | Raportați eroare |
| 86829.12.01                              | Situl arheologic de la Hunedoara- Piața Obor / ansamblu anonim (Categorie: locuire) (Tip: Așezare)                                                                 | municipiul Hunedoara                      | Piața Obor                                                 | Petrești                      |            | 45°44′45″N 22°54′03″E / 45.74575°N 22.90087°E | Încărcați imagine | Raportați eroare |
| 86829.12.02                              | Situl arheologic de la Hunedoara- Piața Obor / ansamblu anonim (Categorie: locuire) (Tip: Așezare)                                                                 | municipiul Hunedoara                      | Piața Obor                                                 | Tiszapolgar                   |            | 45°44′45″N 22°54′03″E / 45.74575°N 22.90087°E | Încărcați imagine | Raportați eroare |
| 86829.08.01                              | Situl arheologic de la Hunedoara - Strada Toamnei / ansamblu anonim (Categorie: locuire) (Tip: așezare)                                                            | municipiul Hunedoara                      | str. Toamnei nr. 8, punct Strada Toamnei                   | dacică                        |            | 45°44′52″N 22°53′12″E / 45.74787°N 22.8868°E  | Încărcați imagine | Raportați eroare |
| 86829.08.02                              | Situl arheologic de la Hunedoara - Strada Toamnei / ansamblu anonim (Categorie: locuire) (Tip: necropola)                                                          | municipiul Hunedoara                      | str. Toamnei nr. 8, punct Strada Toamnei                   | sec. XI-XII                   |            | 45°44′52″N 22°53′12″E / 45.74787°N 22.8868°E  | Încărcați imagine | Raportați eroare |
| 86829.08.03                              | Situl arheologic de la Hunedoara - Strada Toamnei / ansamblu anonim (Categorie: locuire) (Tip: Așezare)                                                            | municipiul Hunedoara                      | str. Toamnei nr. 8, punct Strada Toamnei                   | Basarabi                      |            | 45°44′52″N 22°53′12″E / 45.74787°N 22.8868°E  | Încărcați imagine | Raportați eroare |
| 86829.08.04                              | Situl arheologic de la Hunedoara - Strada Toamnei / ansamblu anonim (Categorie: locuire) (Tip: Așezare)                                                            | municipiul Hunedoara                      | str. Toamnei nr. 8, punct Strada Toamnei                   |                               |            | 45°44′52″N 22°53′12″E / 45.74787°N 22.8868°E  | Încărcați imagine | Raportați eroare |
| 87585.05.01                              | Situl arheologic de la Hațeg- Câmpul Mare / ansamblu anonim (Categorie: locuire) (Tip: Așezare)                                                                    | oraș Hațeg                                | Câmpul Mare                                                | Starcevo - Criș - II          |            |                                               | Încărcați imagine | Raportați eroare |
| 87585.05.02                              | Situl arheologic de la Hațeg- Câmpul Mare / ansamblu anonim (Categorie: locuire) (Tip: Așezare)                                                                    | oraș Hațeg                                | Câmpul Mare                                                |                               |            |                                               | Încărcați imagine | Raportați eroare |
| 87585.05.03                              | Situl arheologic de la Hațeg- Câmpul Mare / ansamblu anonim (Categorie: locuire) (Tip: Așezare)                                                                    | oraș Hațeg                                | Câmpul Mare                                                | Wietenberg                    |            |                                               | Încărcați imagine | Raportați eroare |
| 87585.05.04                              | Situl arheologic de la Hațeg- Câmpul Mare / ansamblu anonim (Categorie: locuire) (Tip: Așezare)                                                                    | oraș Hațeg                                | Câmpul Mare                                                |                               |            |                                               | Încărcați imagine | Raportați eroare |
| 87585.06.01                              | Așezarea de epocă romană de la Hațeg / ansamblu anonim (Categorie: locuire) (Tip: Villa rustica)                                                                   | oraș Hațeg                                |                                                            | romană                        |            |                                               | Încărcați imagine | Raportați eroare |
| 87585.07.01                              | Necropola de epocă romană de la Hațeg- Platou / ansamblu anonim (Categorie: decoperire funerară) (Tip: necropola)                                                  | oraș Hațeg                                | Platou                                                     | romană                        |            |                                               | Încărcați imagine | Raportați eroare |
| 87585.08.01                              | Așezarea de epocă romană de la Hațeg- Bvd. T. Vladimirescu / ansamblu anonim (Categorie: locuire) (Tip: Așezare)                                                   | oraș Hațeg                                | Bvd. T. Vladimirescu                                       | romană                        |            |                                               | Încărcați imagine | Raportați eroare |
| 87585.09.01                              | Așezarea de epocă romană de la Hațeg- Dealul Viilor / ansamblu anonim (Categorie: locuire) (Tip: Villa rustica)                                                    | oraș Hațeg                                | Dealul Viilor                                              | romană                        |            |                                               | Încărcați imagine | Raportați eroare |
| 87585.10.01                              | Așezarea medievală de la Hațeg- Izvorul Putinei / ansamblu anonim (Categorie: locuire) (Tip: Așezare)                                                              | oraș Hațeg                                | Izvorul Putinei                                            |                               |            |                                               | Încărcați imagine | Raportați eroare |
| 87585.11.01                              | Așezarea medievală de la Hațeg- Răstoacă / ansamblu anonim (Categorie: locuire) (Tip: Așezare)                                                                     | oraș Hațeg                                | Răstoacă                                                   |                               |            |                                               | Încărcați imagine | Raportați eroare |
| 87585.12.01                              | Mănăstirea franciscanilor observanți de la Hațeg / ansamblu anonim (Categorie: construcție cult) (Tip: Mănăstire)                                                  | oraș Hațeg                                |                                                            | sec. XIV d.Chr                |            |                                               | Încărcați imagine | Raportați eroare |
| 87585.13.01                              | Biserica de epocă medievală de la Hațeg / ansamblu anonim (Categorie: construcție de cult) (Tip: Biserică)                                                         | oraș Hațeg                                |                                                            | sec. XIV                      |            |                                               | Încărcați imagine | Raportați eroare |
| 88154.02.01                              | Situl arheologic de la Hărțăgani- Măgura Băii și Dealul Cărbunarilor / ansamblu anonim (Categorie: exploatare/carieră) (Tip: Mină)                                 | sat Hărțăgani, comuna Băița               | Măgura Băii și Dealul Cărbunarilor                         | romană                        |            |                                               | Încărcați imagine | Raportați eroare |
| 88154.02.02                              | Situl arheologic de la Hărțăgani- Măgura Băii și Dealul Cărbunarilor / ansamblu anonim (Categorie: exploatare/carieră) (Tip: Mină)                                 | sat Hărțăgani, comuna Băița               | Măgura Băii și Dealul Cărbunarilor                         |                               |            |                                               | Încărcați imagine | Raportați eroare |
| 88154.03.01                              | Mina de aur de epocă romană de la Hărțăgani / ansamblu anonim (Categorie: exploatare/carieră) (Tip: Mină)                                                          | sat Hărțăgani, comuna Băița               |                                                            | romană                        |            |                                               | Încărcați imagine | Raportați eroare |
| 89375.02.01                              | Așezarea de epocă romană de la Hățăgel- Bălți / ansamblu anonim (Categorie: locuire) (Tip: Villa rustica)                                                          | sat Hățăgel, comuna Densuș                | Bălți                                                      | romană                        |            |                                               | Încărcați imagine | Raportați eroare |
| 89375.03.01                              | Castrul roman de la Hățăgel- Grădiștioara / ansamblu anonim (Categorie: locuire militară) (Tip: Castru)                                                            | sat Hățăgel, comuna Densuș                | Grădiștioara                                               |                               |            |                                               | Încărcați imagine | Raportați eroare |
| 90592.01                                 | Așezare de epocă romană de la Hobița- Dealul Hobenilor / ansamblu anonim (Categorie: locuire) (Tip: Villa rustica)                                                 | sat Hobița, comuna Pui                    | Dealul Hobenilor                                           |                               |            |                                               | Încărcați imagine | Raportați eroare |
| 91081.01.01                              | Așezare de epocă romană de la Hobița-Grădiște- Dealul Hobenilor / ansamblu anonim (Categorie: locuire) (Tip: Villa rustica)                                        | sat Hobița-Grădiște, comuna Sarmizegetusa | Dealul Hobenilor                                           | romană                        |            |                                               | Încărcați imagine | Raportați eroare |
| 89286.02.01                              | Mina de aur de la Hondol- Coranda / ansamblu anonim (Categorie: carieră/mine) (Tip: carieră)                                                                       | sat Hondol, comuna Certeju de Sus         | Coranda                                                    | romană                        |            |                                               | Încărcați imagine | Raportați eroare |
| 89286.02.02                              | Mina de aur de la Hondol- Coranda / ansamblu anonim (Categorie: carieră/mine) (Tip: Mină)                                                                          | sat Hondol, comuna Certeju de Sus         | Coranda                                                    |                               |            |                                               | Încărcați imagine | Raportați eroare |
| 89286.03.01                              | Mina de aur de la Hondol / ansamblu anonim (Categorie: exploatare/carieră) (Tip: Mină)                                                                             | sat Hondol, comuna Certeju de Sus         |                                                            | romană                        |            |                                               | Încărcați imagine | Raportați eroare |
| 86829.14.01                              | Așezarea neolitică de la Hunedoara- Peștera Nr. 1 / ansamblu anonim (Categorie: locuire) (Tip: Așezare în peșteră)                                                 | municipiul Hunedoara                      | Peștera Nr. 1                                              | Coțofeni                      |            | 45°44′41″N 22°53′06″E / 45.74464°N 22.88495°E | Încărcați imagine | Raportați eroare |
| 86829.15.01                              | Așezarea neolitică de la Hunedoara- Peștera Nr. 2 / ansamblu anonim (Categorie: locuire) (Tip: Așezare în peșteră)                                                 | municipiul Hunedoara                      | Peștera Nr. 2                                              | Coțofeni                      |            | 45°44′42″N 22°53′05″E / 45.74491°N 22.88483°E | Încărcați imagine | Raportați eroare |
| 86829.16.01                              | Situl arheologic de la Hunedoara- Creasta din fața turnului Neboisa / ansamblu anonim (Categorie: locuire) (Tip: Așezare)                                          | municipiul Hunedoara                      | Creasta din fața turnului Neboisa                          |                               |            |                                               | Încărcați imagine | Raportați eroare |
| 86829.16.02                              | Situl arheologic de la Hunedoara- Creasta din fața turnului Neboisa / ansamblu anonim (Categorie: locuire) (Tip: Așezare)                                          | municipiul Hunedoara                      | Creasta din fața turnului Neboisa                          | Tiszapolgar                   |            |                                               | Încărcați imagine | Raportați eroare |
| 86829.16.03                              | Situl arheologic de la Hunedoara- Creasta din fața turnului Neboisa / ansamblu anonim (Categorie: locuire) (Tip: Așezare)                                          | municipiul Hunedoara                      | Creasta din fața turnului Neboisa                          | Wietenberg                    |            |                                               | Încărcați imagine | Raportați eroare |
| 86829.16.04                              | Situl arheologic de la Hunedoara- Creasta din fața turnului Neboisa / ansamblu anonim (Categorie: locuire) (Tip: Așezare)                                          | municipiul Hunedoara                      | Creasta din fața turnului Neboisa                          | Basarabi                      |            |                                               | Încărcați imagine | Raportați eroare |
| 86829.16.16                              | Situl arheologic de la Hunedoara- Creasta din fața turnului Neboisa / ansamblu anonim (Categorie: locuire) (Tip: Așezare)                                          | municipiul Hunedoara                      | Creasta din fața turnului Neboisa                          | dacica                        |            |                                               | Încărcați imagine | Raportați eroare |
| 86829.16.17                              | Situl arheologic de la Hunedoara- Creasta din fața turnului Neboisa / ansamblu anonim (Categorie: locuire) (Tip: Așezare)                                          | municipiul Hunedoara                      | Creasta din fața turnului Neboisa                          |                               |            |                                               | Încărcați imagine | Raportați eroare |
| 86829.17.01                              | Situl arheologic de la Hunedoara- Buituri / ansamblu anonim (Categorie: locuire) (Tip: Așezare)                                                                    | municipiul Hunedoara                      | Buituri                                                    |                               |            | 45°46′25″N 22°55′13″E / 45.7735°N 22.92017°E  | Încărcați imagine | Raportați eroare |
| 86829.17.02                              | Situl arheologic de la Hunedoara- Buituri / ansamblu anonim (Categorie: locuire) (Tip: Așezare)                                                                    | municipiul Hunedoara                      | Buituri                                                    |                               |            | 45°46′25″N 22°55′13″E / 45.7735°N 22.92017°E  | Încărcați imagine | Raportați eroare |
| 86829.17.03                              | Situl arheologic de la Hunedoara- Buituri / ansamblu anonim (Categorie: locuire) (Tip: Așezare)                                                                    | municipiul Hunedoara                      | Buituri                                                    |                               |            | 45°46′25″N 22°55′13″E / 45.7735°N 22.92017°E  | Încărcați imagine | Raportați eroare |
| 86829.18.01                              | Așezarea de epocă romană de la Hunedoara- Triaj / ansamblu anonim (Categorie: locuire) (Tip: Așezare)                                                              | municipiul Hunedoara                      | Triaj                                                      | romană                        |            | 45°45′51″N 22°54′07″E / 45.76408°N 22.90191°E | Încărcați imagine | Raportați eroare |
| 86829.18.02                              | Așezarea de epocă romană de la Hunedoara- Triaj / ansamblu anonim (Categorie: locuire) (Tip: necropola)                                                            | municipiul Hunedoara                      | Triaj                                                      |                               |            | 45°45′51″N 22°54′07″E / 45.76408°N 22.90191°E | Încărcați imagine | Raportați eroare |
| 86829.18.03                              | Așezarea de epocă romană de la Hunedoara- Triaj / ansamblu anonim (Categorie: locuire) (Tip: Turn)                                                                 | municipiul Hunedoara                      | Triaj                                                      |                               |            | 45°45′51″N 22°54′07″E / 45.76408°N 22.90191°E | Încărcați imagine | Raportați eroare |
| 86829.19.01                              | Necropola medievală de la Hunedoara- Dealul Comorilor / ansamblu anonim (Categorie: descoperire funerară) (Tip: necropola)                                         | municipiul Hunedoara                      | Dealul Comorilor                                           | sec. XI-XIII                  |            |                                               | Încărcați imagine | Raportați eroare |
| 86829.20.01                              | Așezarea neolitică de la Hunedoara-Zlaști - Gruiul / ansamblu anonim(Gruniul lui Moș) (Categorie: loc de luptă) (Tip: Așezare)                                     | municipiul Hunedoara                      | Gruiul                                                     | Turdaș                        |            |                                               | Încărcați imagine | Raportați eroare |
| 86829.21.01                              | Așezarea Coțofeni de la Hunedoara-Zlaști - Vârtop / ansamblu anonim (Categorie: locuire) (Tip: Așezare)                                                            | municipiul Hunedoara                      | Vârtop                                                     | Coțofeni                      |            |                                               | Încărcați imagine | Raportați eroare |
| 86829.21.02                              | Așezarea Coțofeni de la Hunedoara-Zlaști - Vârtop / ansamblu anonim (Categorie: locuire) (Tip: Movilă)                                                             | municipiul Hunedoara                      | Vârtop                                                     |                               |            |                                               | Încărcați imagine | Raportați eroare |
| 86829.22.01                              | Așezarea dacică de la Hunedoara-Zlaști - Vila Ioan / ansamblu anonim (Categorie: locuire) (Tip: Așezare)                                                           | municipiul Hunedoara                      | Vila Ioan                                                  | dacică                        |            |                                               | Încărcați imagine | Raportați eroare |
| 89375.04.01                              | Situl arheologic de la Hățăgel - Vatra Satului / ansamblu anonim (Categorie: locuire) (Tip: Așezare)                                                               | sat Hățăgel, comuna Densuș                | Vatra Satului                                              | Balta Sărată                  |            |                                               | Încărcați imagine | Raportați eroare |
| 89375.04.02                              | Situl arheologic de la Hățăgel - Vatra Satului / ansamblu anonim (Categorie: locuire) (Tip: Așezare)                                                               | sat Hățăgel, comuna Densuș                | Vatra Satului                                              |                               |            |                                               | Încărcați imagine | Raportați eroare |
| 89375.04.03                              | Situl arheologic de la Hățăgel - Vatra Satului / ansamblu anonim (Categorie: locuire) (Tip: Așezare)                                                               | sat Hățăgel, comuna Densuș                | Vatra Satului                                              |                               |            |                                               | Încărcați imagine | Raportați eroare |
| 87585.14.01                              | Așezarea Wietenberg de la Hațeg - Stațiunea Fito-Sanitară, Vest / ansamblu anonim (Categorie: locuire) (Tip: Așezare)                                              | oraș Hațeg                                | Stațiunea Fito-Sanitară, Vest                              | Wietenberg                    |            |                                               | Încărcați imagine | Raportați eroare |
| 87585.15.01                              | Așezarea de epoca bronzului de la Hațeg - Livadă / ansamblu anonim (Categorie: locuire) (Tip: Așezare)                                                             | oraș Hațeg                                | Livadă                                                     |                               |            |                                               | Încărcați imagine | Raportați eroare |
| 87585.18.01                              | Așezarea de epoca bronzului de la Hațeg - Stațiunea Fitosanitară / ansamblu anonim (Categorie: locuire) (Tip: Așezare)                                             | oraș Hațeg                                | Stațiunea Fitosanitară                                     |                               |            |                                               | Încărcați imagine | Raportați eroare |
| 87585.18.02                              | Așezarea de epoca bronzului de la Hațeg - Stațiunea Fitosanitară / ansamblu anonim (Categorie: locuire) (Tip: Așezare)                                             | oraș Hațeg                                | Stațiunea Fitosanitară                                     | Coțofeni                      |            |                                               | Încărcați imagine | Raportați eroare |
| 87585.17.01                              | Situl arheologic de la Hațeg - Grădiștea / ansamblu anonim (Categorie: locuire) (Tip: Așezare)                                                                     | oraș Hațeg                                | Grădiștea                                                  |                               |            |                                               | Încărcați imagine | Raportați eroare |
| 87585.17.02                              | Situl arheologic de la Hațeg - Grădiștea / ansamblu anonim (Categorie: locuire) (Tip: Așezare)                                                                     | oraș Hațeg                                | Grădiștea                                                  |                               |            |                                               | Încărcați imagine | Raportați eroare |
| 87585.17.03                              | Situl arheologic de la Hațeg - Grădiștea / ansamblu anonim (Categorie: locuire) (Tip: Așezare)                                                                     | oraș Hațeg                                | Grădiștea                                                  | dacică                        |            |                                               | Încărcați imagine | Raportați eroare |
| 87585.17.04                              | Situl arheologic de la Hațeg - Grădiștea / ansamblu anonim (Categorie: locuire) (Tip: Așezare)                                                                     | oraș Hațeg                                | Grădiștea                                                  |                               |            |                                               | Încărcați imagine | Raportați eroare |
| 86829.23.01                              | Situl arheologic de la Hunedoara - Chizid / ansamblu anonim (Categorie: locuire) (Tip: Așezare)                                                                    | municipiul Hunedoara                      | Chizid                                                     |                               |            | 45°44′33″N 22°53′54″E / 45.74249°N 22.89825°E | Încărcați imagine | Raportați eroare |
| 86829.23.02                              | Situl arheologic de la Hunedoara - Chizid / ansamblu anonim (Categorie: locuire) (Tip: mormânt)                                                                    | municipiul Hunedoara                      | Chizid                                                     |                               |            | 45°44′33″N 22°53′54″E / 45.74249°N 22.89825°E | Încărcați imagine | Raportați eroare |
| 86829.24.01                              | Situl arheologic de la Hunedoara - Strada Elisabeta Mărgineanu / ansamblu anonim (Categorie: locuire) (Tip: Așezare)                                               | municipiul Hunedoara                      | Strada Elisabeta Mărgineanu                                | Starcevo - Criș - IIIB        |            | 45°44′44″N 22°53′25″E / 45.74547°N 22.89024°E | Încărcați imagine | Raportați eroare |
| 86829.24.02                              | Situl arheologic de la Hunedoara - Strada Elisabeta Mărgineanu / ansamblu anonim (Categorie: locuire) (Tip: Așezare)                                               | municipiul Hunedoara                      | Strada Elisabeta Mărgineanu                                |                               |            | 45°44′44″N 22°53′25″E / 45.74547°N 22.89024°E | Încărcați imagine | Raportați eroare |
| 86829.24.03                              | Situl arheologic de la Hunedoara - Strada Elisabeta Mărgineanu / ansamblu anonim (Categorie: locuire) (Tip: Așezare)                                               | municipiul Hunedoara                      | Strada Elisabeta Mărgineanu                                |                               |            | 45°44′44″N 22°53′25″E / 45.74547°N 22.89024°E | Încărcați imagine | Raportați eroare |
| 86829.25.01                              | Așezarea Coțofeni de la Hunedoara - Gara CFR / ansamblu anonim (Categorie: locuire) (Tip: Așezare)                                                                 | municipiul Hunedoara                      | Gara CFR                                                   | Coțofeni                      |            | 45°45′40″N 22°54′03″E / 45.76104°N 22.90089°E | Încărcați imagine | Raportați eroare |
| 91081.02.01                              | Cărămidăria de epocă romană de la Hobița-Grădiște - Dealul Sucionilor / ansamblu anonim (Categorie: locuire) (Tip: cărămidărie)                                    | sat Hobița-Grădiște, comuna Sarmizegetusa | Dealul Sucionilor                                          |                               |            | 45°29′51″N 22°47′55″E / 45.49747°N 22.79858°E | Încărcați imagine | Raportați eroare |